# إيفيت ديفال
إيفيت دوفال (25 أبريل 1931 - 8 نوفمبر 2006) كانت مؤرخة مغربية المولد تخصصت في شمال إفريقيا خلال العصور القديمة والكنيسة الأفريقية المبكرة خلال العصور القديمة المتأخرة.

## السنوات المبكرة والتعليم
ولدت إيفيت دوفال نيي بن شطريت في 25 أبريل 1931 في وجدة لأسرة يهودية مغربية جزائرية. سُمح لها بالدراسة في مدرسة كلية الشباب المحلية على الرغم من قواعد الفصل العنصري في فيشي نظرًا لسجلها الأكاديمي القوي. بعد أن أنهت دراستها في الرباط، انتقلت إلى باريس حيث درست أولاً في ليسيه فينيلون، باريس ثم في المدرسة الثانوية العليا للشباب ‏ في فيل. بعد تخرجها عملت في المدرسة الفرنسية بقرطاج.

## مسار مهني
في عام 1962، تم تعيين دوفال مساعدًا لروجر ريموندون، رئيس قسم التاريخ القديم في جامعة ليل الثالثة. بعد ذلك بعامين، بعد تقاعده، انتقلت إلى باريس نانتير كمساعدة لأندريه شاستاغنول.
بدأت دوفال العمل في أطروحتها عام 1965 تحت إشراف هنري إيرين مارو وحصلت على الدكتوراه بعد وفاته بفترة وجيزة عام 1977 تحت إشراف تشارلز بيتري. تم نشره بعد خمس سنوات باسم الأماكن المقدسة في إفريقيا عبادة الشهداء في أفريقيا من القرن الرابع إلى القرن السابع.
في عام 1971، تمت دعوتها للمساعدة في إنشاء قسم التاريخ في جامعة باريس حيث تم تعيينها أستاذة. بقيت حتى تقاعدها وانتُخبت للخدمة في المجلس الوطني للجامعات وأشرفت على ثلاث أطروحات دكتوراه على الأقل.

## الجوائز والتكريم
في عام 2000، حصلت على فيستشريفت بعنوان الرومان سيتي والخطوط الساخنة المسيحية والطفرات، التكامل وآخرون استبعاد ذو هيئة الإنصاف والمصالحة إلى القرن السادس: مخاليط على شكل حرف L الشرف من رتبة فارس ايفيت دوفال.

## الحياة الشخصية
تزوجت دوفال من مؤرخ وعالم آثار فرنسي نو إركل دوفال في عام 1954.
توفيت في 8 نوفمبر 2006 في باريس.

## منشورات مختارة
1982: الأماكن المقدسة في إفريقيا. عبادة الشهداء في أفريقيا من القرن الرابع إلى القرن السابع، روما، مجموعة المدرسة الفرنسية في روما، مجلدان.
1986: الدفن المميز من القرن الرابع إلى القرن الثامن في الغرب محرر، باريس، دي بوكار.
1986: التضاريس المسيحية لمدن الغال، من أصولها إلى منتصف القرن الثامن: المقاطعات الكنسية إيكس وإمبرون محرر، باريس، دي بوكار.
1988: مع القديسين، الجسد والروح. دفن "للقديسين" في المسيحية الشرقية والغربية من القرن الثالث إلى القرن السابع، باريس، مجموعة الدراسات أوغسطينوس.
1992: المؤسسات والمجتمع والحياة السياسية في الإمبراطورية الرومانية في القرن الرابع الميلادي محرر، روما، مجموعة المدرسة الفرنسية في روما.
1995: كريستيان لامبيز، المجد والنسيان. من نوميديا الرومانية إلى إفريقية، باريس، مجموعة الدراسات الأوغسطينية.
2000: المسيحيون الأفارقة عند فجر السلام في القسطنطينية: الأصداء الأولى للاضطهاد العظيم، باريس، مجموعة الدراسات أوغسطينوس.
2005: الجماعات المسيحية في الغرب وأساقفتها في القرن الثالث، باريس، مجموعة دراسات أوغسطينوس.

## روابط خارجية
منشورات إيفيت دوفال عن ريجيستا إمبيري.